# Cis nigrofasciatus
Cis nigrofasciatus är en skalbaggsart som beskrevs av Blackburn 1885. Cis nigrofasciatus ingår i släktet Cis och familjen trädsvampborrare. Inga underarter finns listade i Catalogue of Life.